# بيتر بيج
بيتر بيج (بالإنجليزية: Peter Paige)‏ (و. 1969  م) هو مخرج أفلام، وكاتب سيناريو، وممثل مسرحي، وممثل تلفزي، وممثل أفلام أمريكي.

## التعليم
تعلم في جامعة بوسطن، وكلية بوسطن الجامعية للفنون الجميلة ‏.

## وصلات خارجية
- بيتر بيج على موقع IMDb (الإنجليزية)
- بيتر بيج على موقع ألو سيني (الفرنسية)
- بيتر بيج على موقع أول موفي (الإنجليزية)
- بيتر بيج على موقع إن إن دي بي (الإنجليزية)
- بيتر بيج على موقع قاعدة بيانات الفيلم (الإنجليزية)
- بيتر بيج على موقع كينوبويسك (الروسية)